# Brunnkirchen
Brunnkirchen ist ein Dorf in der Statutarstadt Krems an der Donau in Niederösterreich. Die Ortschaft hat 217 Einwohner (Stand 1. Jänner 2024).

## Geografie
Der Ort liegt südlich der Donau und gehört zur Katastralgemeinde Thallern. Östlich liegt der Ort Thallern, westlich das zur Gemeinde Furth bei Göttweig gehörende Palt.

## Geschichte
Der Ort wurde im Jahre 1072/91 erstmals als Prunni urkundlich erwähnt, als Bischof Altmann von Passau den Ort an das Stift Göttweig schenkte. Die Kirche von Brunnkirchen wurde 1520/22 erbaut und dem Hl. Urban geweiht, aber bereits 1529 durch die Osmanen zerstört, als Brunnkirchen und die gesamte Umgebung verwüstet wurde. Erst am Beginn des 17. Jahrhunderts wurde Brunnkirchen erneut besiedelt und um 1618 eine neue Kirche errichtet, die schließlich 1784 zur Pfarre erhoben wurde.
Im Jahr 1822 wurde der Ort mit 4 einzelnen Häusern genannt, der über eine Pfarre und eine Schule verfügte. Die Herrschaft Göttweig besaß die Ortsobrigkeit, übte die Landgerichtsbarkeit aus, besorgte die Konskription und hatte die Grundherrschaft inne.
Laut Adressbuch von Österreich waren im Jahr 1938 in Brunnkirchen ein Fleischer, ein Gastwirt, eine Gemischtwarenhändlerin, eine Sparkasse und ein Viehhändler ansässig. Weiters gibt es die Siechenanstalt Haus der Barmherzigkeit.
Im Jahr 1999 wurde der Dorfplatz in Brunnkirchen mit zwei Steinbecken, die sich längsseitig gegenüberstehen und einander leicht zugeneigt sind, neu gestaltet.

## Öffentliche Einrichtungen
In Brunnkirchen befindet sich ein Kindergarten.

## Sehenswürdigkeiten
- Kath. Pfarrkirche hl. Urban: 1618 wurde die Kirche an Stelle einer 1530 erwähnten Kapelle errichtet und 1730 erweitert, dies wird Lukas von Hildebrandt zugeschrieben.

## Persönlichkeiten
- Lambert Karner (1841–1909), Pfarrer, Speläologe und Archäologe, war hier Pfarrer